# Cantone di Turrubares
Il cantone di Turrubares è un cantone della Costa Rica facente parte della provincia di San José.

## Geografia antropica

### Suddivisioni amministrative
Il cantone  è suddiviso in 4 distretti:
- San Pablo
- San Pedro
- San Juan de Mata
- San Luis